# Фестас (Мисури)
Фестас (енгл. Festus) град је у америчкој савезној држави Мисури.

## Демографија
По попису из 2010. године број становника је 11.602, што је 1.942 (20,1%) становника више него 2000. године.
| Група             | 2000.         | 2010.          |
| Белци             | 8.995 (93,1%) | 10.736 (92,5%) |
| Афроамериканци    | 380 (3,9%)    | 389 (3,4%)     |
| Азијати           | 70 (0,7%)     | 93 (0,8%)      |
| Хиспаноамериканци | 100 (1,0%)    | 141 (1,2%)     |
| Укупно            | 9.660         | 11.602         |